# Dāvūd-e Peyghambar
Dāvūd-e Peyghambar (persiska: داود پيغمبر, داوود پِيغَمبِر, داوود پِيغَمبَر) är en ort i Iran.   Den ligger i provinsen Lorestan, i den centrala delen av landet, 290 km sydväst om huvudstaden Teheran. Dāvūd-e Peyghambar ligger 2 074 meter över havet och antalet invånare är 160.
Terrängen runt Dāvūd-e Peyghambar är kuperad åt nordväst, men åt sydost är den platt. Terrängen runt Dāvūd-e Peyghambar sluttar söderut.Runt Dāvūd-e Peyghambar är det ganska glesbefolkat, med 48 invånare per kvadratkilometer. Närmaste större samhälle är Sar Sakhtī-ye ‘Olyā, 16,1 km norr om Dāvūd-e Peyghambar. Trakten runt Dāvūd-e Peyghambar består i huvudsak av gräsmarker.